# Houria Meddahi
Houria Meddahi est une femme politique algérienne, ministre du Tourisme et de l’Artisanat depuis novembre 2024.  

## Biographie
Houria Meddahi est diplômée de l'École polytechnique d'architecture et d'urbanisme avant d'y donner des cours. Elle a travaillé au ministère de l’Habitat et de l’Urbanisme (MHU) en tant que directrice de l’urbanisme. Par ailleurs, elle a assuré les fonctions de wali déléguée de la circonscription administrative de Sidi Abdallah, à Alger. 
Elle succède à Mokhtar Didouche comme Ministre du Tourisme et de l’Artisanat dans le Gouvernement Larbaoui II à partir du 19 novembre 2024.